# Anomis
Anomis é um gênero de traça pertencente à família Arctiidae.

## Espécies
- Anomis campanalis
- Anomis lophognatha
- Anomis scitipennis
- Anomis flava
- Anomis nigritarsis
- Anomis privata
- Anomis planalis
- Anomis involuta
- Anomis esocampta
- Anomis sabulifera
- Anomis auragoides
- Anomis erosa
- Anomis vulpicolor
- Anomis grisea
- Anomis noctivolans
- Anomis hawaiiensis